# 维塔利·萨夫罗诺夫
维塔利·亚历山德罗维奇·萨夫罗诺夫（俄语：Виталий Александрович Сафронов，1936年9月10日—），苏联及俄罗斯联邦政治人物。苏共阿尔泰边疆区党委最后一任第一书记。

## 学历
1960年毕业于斯维尔德洛夫斯克法律学院，获得法学学士学位。1971年毕业于苏共新西伯利亚高级党校函授班。1980年毕业于柏林德国统一社会党中央委员会高级党校，获哲学博士学位。

## 工作经历
1961年，任共青团阿尔泰边疆区卡尔曼斯克区委书记，1967年升任第二书记。1973年，任苏共阿尔泰边疆区党委宣传鼓动部部长。1980年，任阿尔泰边疆区工会联合会主席。1990年9月就任苏共阿尔泰边疆区党委第一书记。苏联解体后加入俄罗斯联邦共产党，1993年至2006年，担任俄罗斯联邦共产党阿尔泰边疆区党支部第一书记。1993年后，任俄罗斯联邦共产党中央委员会主席团委员，第二、三届国家杜马议员，阿尔泰边疆区立法会议议员。